# Cameo Kirby (film 1914)
Cameo Kirby è un film muto del 1914 diretto da Oscar Apfel. Il regista non venne accreditato nei titoli. La sceneggiatura si basa sull'omonimo lavoro teatrale di Booth Tarkington e Harry Leon Wilson andato in scena a Broadway il 20 dicembre 1909. Ne vennero tratti due remake: nel 1923, Ladro d'amore diretto da John Ford e, nel 1930, Carnevale romantico di Irving Cummings.

## Trama
A New Orleans, Gene Kirby, soprannominato Cameo, dopo la morte del padre si trova rovinato finanziariamente e deve vendere all'asta la piantagione con tutti gli schiavi. Dopo la vendita, Cameo si reca con Randall, un vecchio amico di famiglia, su un battello che risale il fiume ospitando una sala da gioco. A bordo, Cameo vince contro il colonnello Moreau, un giocatore professionista; allo stesso tempo, Randall, coinvolto nella partita, perde tutte le sue proprietà. Ignaro che Cameo vuole restituirgli le sue perdite, Randall si uccide. Tom, il figlio di Randall, giura vendetta e, quando Moreau resta ucciso in un duello contro Cameo, sottrae l'arma dalla mano del morto, facendo apparire il duello come un omicidio. Cameo si sottrae alla cattura ma riesce a convincere della sua innocenza la sorella di Tom, Adele, di cui Cameo è innamorato. Quando la pistola viene trovata in possesso di Tom, la famiglia Randall riconosce l'innocenza di Cameo, restituendogli l'onore: a Cameo, vero gentiluomo del sud, si può affidare il destino della bella Adele, facendolo entrare nella loro famiglia.

## Produzione
Il film fu prodotto dalla Jesse L. Lasky Feature Play Company.

## Distribuzione
Distribuito dalla Paramount Pictures e presentato da Jesse L. Lasky, il film uscì nelle sale cinematografiche statunitensi il 24 dicembre 1914. Il copyright del film, richiesto dalla Jesse L. Lasky Feature Play Co., fu registrato il 16 dicembre 1914 con il numero LU3965.
Non si conoscono copie ancora esistenti della pellicola che viene considerata presumibilmente perduta.